# نوکیا ۶۸۲۲
نوکیا ۶۸۲۲ یک‌نمونه از گوشی‌های تلفن همراه سری ۶۰۰۰ شرکت نوکیا می‌باشد که توسط همین شرکت به بازار عرضه شده است.